# سعیدآباد (خوی)
سعیدآباد، (سه داوار) روستایی است از توابع بخش مرکزی شهرستان خوی استان آذربایجان غربی ایران.

## جمعیت
این روستا در دهستان گوهران قرار داشته و براساس سرشماری مرکز آمار ایران در سال ۱۳۹۵، جمعیت این روستا برابر با ۳٬۲۵۵ نفر (۹۵۷ خانوار) بوده‌است. 